# Al-Khaleej Football Club
Al-Khaleej Club of Saihat (em árabe: نادي الخليج بسيهات), é um clube de futebol profissional, localizado em Saihat, Arábia Saudita, que foi fundado em 1945. 